# Гонки на собачьих упряжках

Соревнования по ездовому спорту в Ленинградской области

Гонки на собачьих упряжках или ездовой спорт (англ.  Sleddogs sports) — вид кинологического спорта, объединяющий в себе дисциплины, в которых спортсмены соревнуются в прохождении различных дистанций на время, используя помощь одной или нескольких собак.

## История
Впервые письменное упоминание о гонках на собачьих упряжках было о соревнованиях, которые проходили в 1850 году между путешественниками. Проходила эта гонка по дороге из города Виннипег (Winnipeg) до города Сент-Пол (St. Paul).
В 1886 году в Сент-Поле прошёл первый Зимний Карнавал. Для привлечения внимания, особенностью этого карнавала были гонки на собачьих упряжках и лыжные соревнования.

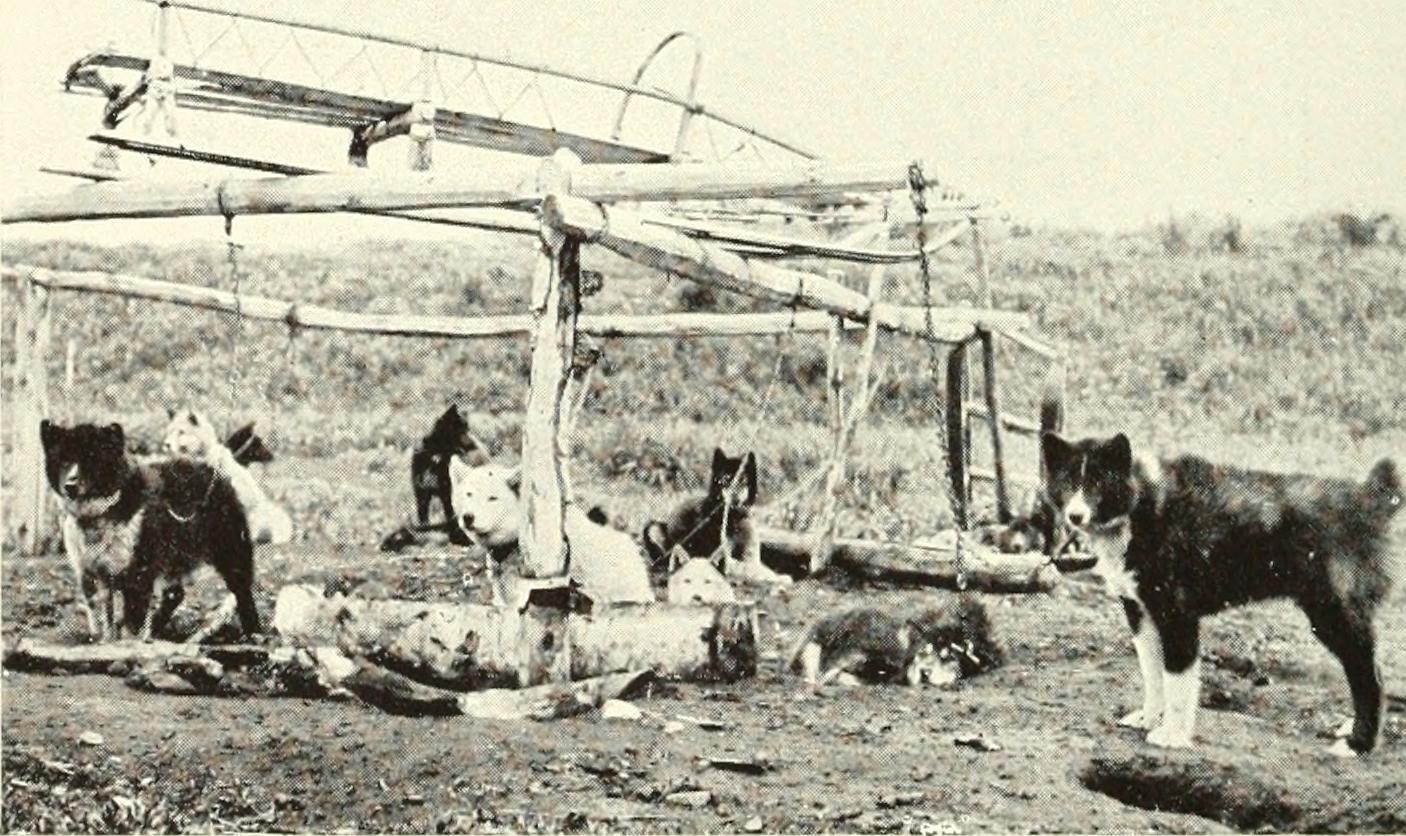
Ездовые собаки отдыхают 1904г.

В конце века внимание внешнего мира привлёк крайний север, Аляска и Юкон, в то время там бушевала Золотая лихорадка. Первая крупная гонка на собачьих упряжках, привлёкшая огромное внимание, была организована в Номе (Nome) All Alaska Sweepstakes. Скотти Аллан, который прибыл в Северную Америку, для разведения лошадей, позже присоединился к золотоискателям на Клондайке каюром, доставляющим запасы на дальние рудники и в лагеря. Он сыграл большую роль в организации ранних гонок на Аляске. Другой каюр, который впервые стал знаменит в Номе, Леонард Сеппала, также сильно повлиял на развитие ездового спорта.

### Зимние Олимпийские игры 1932
Уделяемое внимание ездовому спорту и его популярность в новостях дали результат — особенностью первой Зимней Олимпиады, проводимой в Северной Америке, были гонки на собачьих упряжках, как вид спорта, возникший на этом континенте. В 1932 году на 3 Зимних Олимпийских Играх в Лейк-Плэсиде гонки на собачьих упряжках входили как демонстрационный вид спорта. Упряжки из 7 собак должны были пройти 25 миль в день, соревнования длились 2 суток. Победителем стал Эмиль Годдард, который соревновался с Леонардом Сеппала, к тому времени ставшим уже легендой. Леонард занял 2 место, третьим стал Shorty Russick.

## Дисциплины

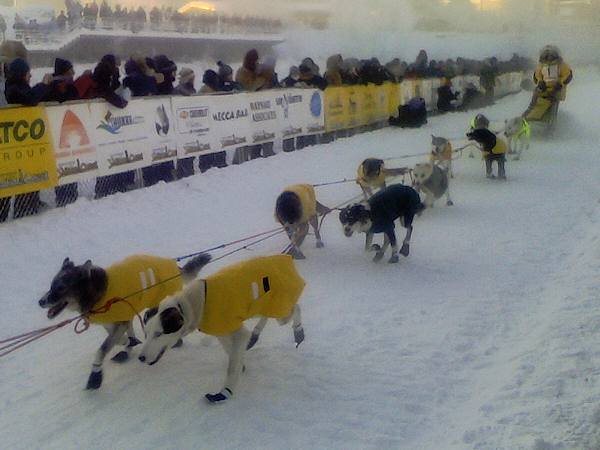
Гонка собачьих упряжек

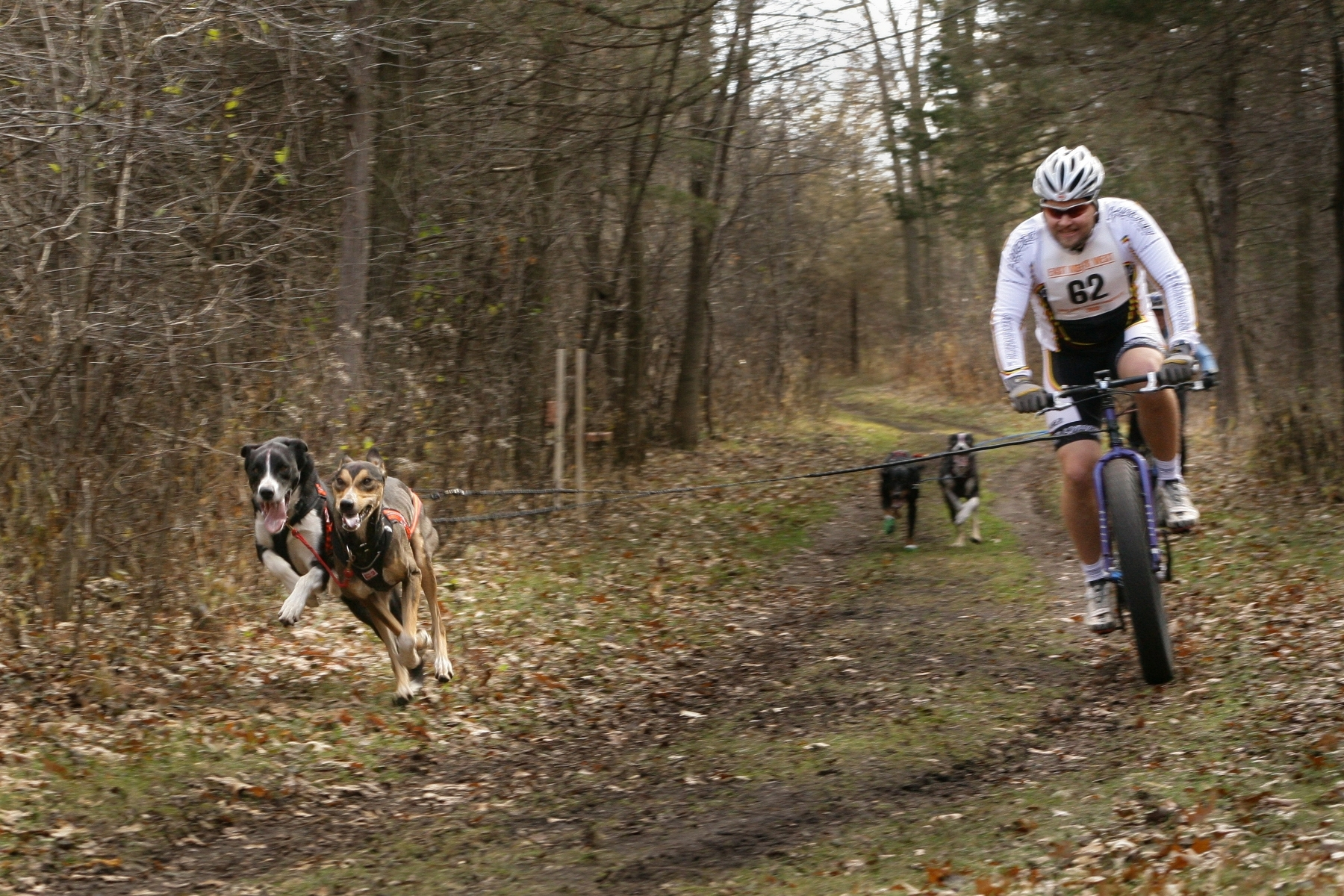
Байк-джоринг

Дисциплины в современном ездовом спорте можно разделить на традиционные зимние (гонки по снегу) и бесснежные (off-snow или драйленд)
К зимним относятся:
- Гонки собачьих упряжек с нартами на различные дистанции
  - Спринт (4 собаки, 6 собак, 8 собак, неограниченный класс)
  - Средняя дистанция 40-100км
  - Длинная дистанция 100 + км
  - Многодневная гонка
- Скипуллинг — гонки лыжников c собаками (от 1 до 4-х), запряженными в пулку (маленькие сани)
- Скиджоринг — гонки лыжников с собаками (от 1 до 2-х)

К бесснежным относятся (драйленд):
- Картинг — гонки собачьих упряжек с картами (специальные тележки)
- Байк-джоринг — гонки велосипедистов с собакой
- Каникросс — гонки бегунов с собакой
- Скутер — гонки спортсменов на самокате с собаками (от 1 до 4-х)

## Экипировка

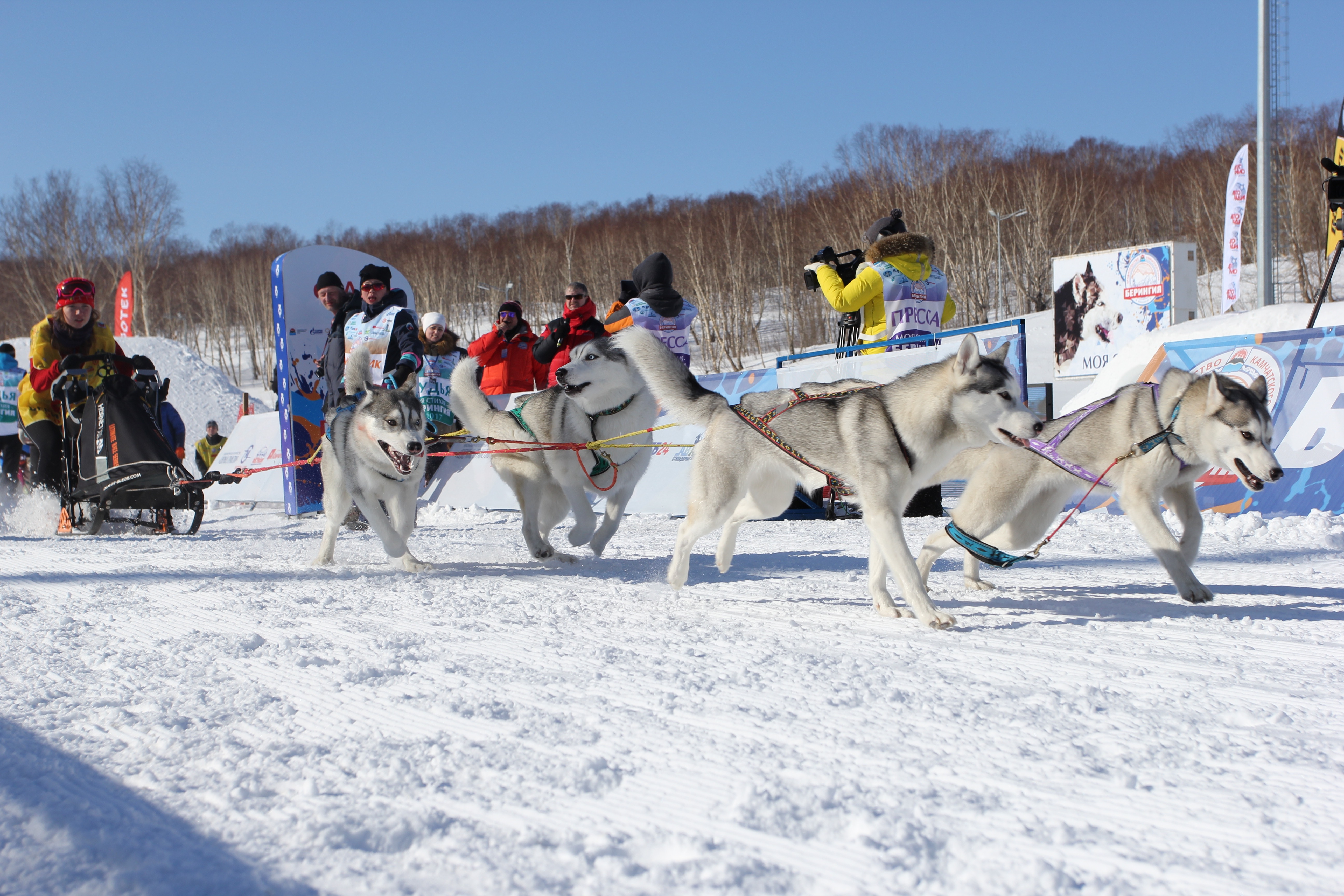
Гонка «Берингия-2017» на Камчатке

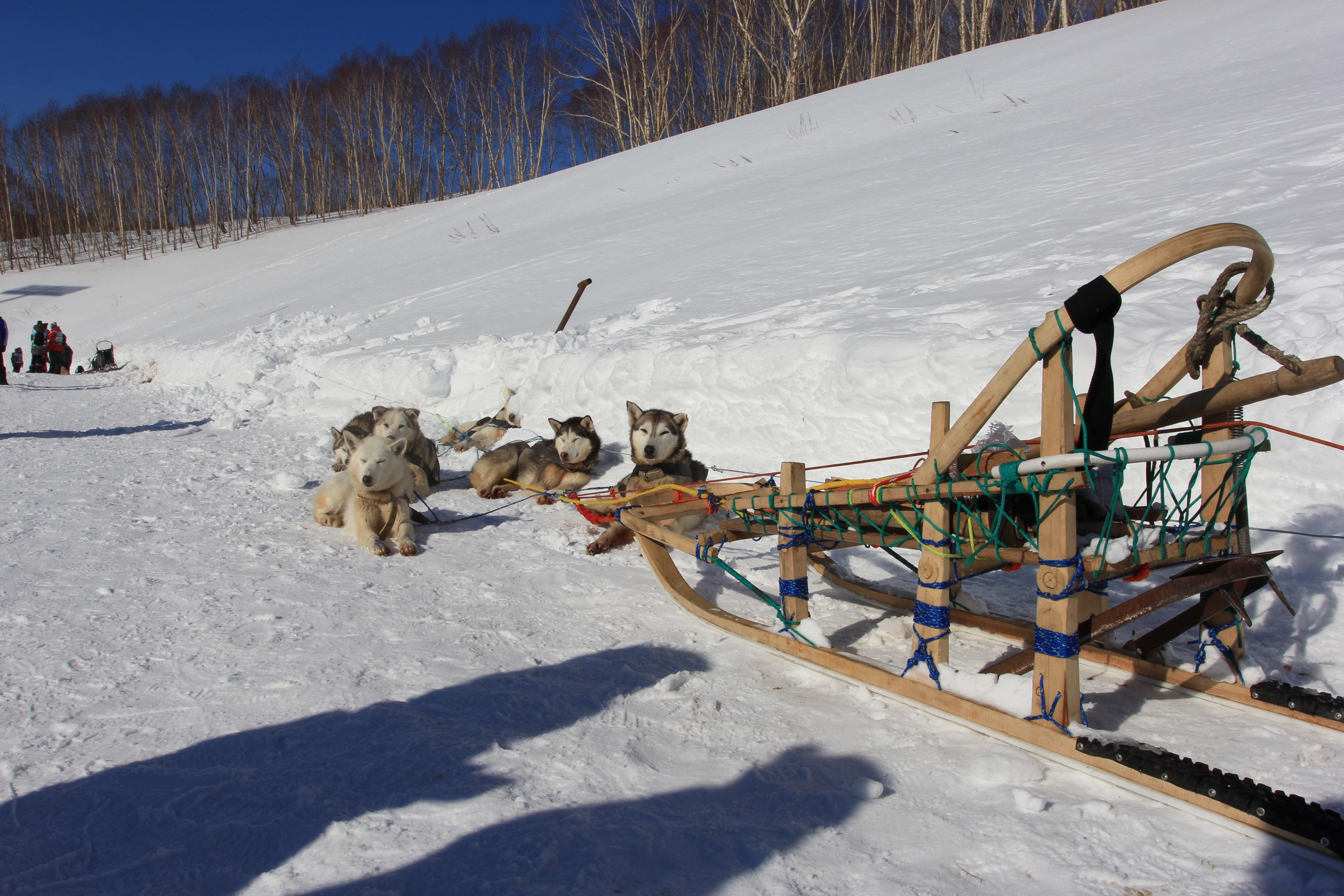
Нарты

Для зимних видов ездового спорта используются:
- ездовая шлейка
- потяг — амортизирующий трос, крепящийся к упряжи(при работе нескольких собак) или к поясу лыжника(в дисциплине скиджоринг)
- пояс для лыжника — в дисциплине скиджоринг к нему крепится потяг, пояс смягчает и распределяет давление тянущей собаки
- упряж — конструкция объединяющая пристегнутые к шлейкам потяги и крепление к нартам
- нарты (или другие виды саней)
- ботинки — при гонках на дальние расстояния и в экстремально низких температурах используются защитные ботинки, предотвращающие травмы подушечек лап
- лыжи и палки[1][2]

## Многодневные гонки
- All Alaska Sweepstakes Sled Dog Race

Первая гонка прошла в 1908 году. Маршрут от г. Ном (Nome) до г. Кэндл (Candle) и обратно.
- Iditarod Trail Sled Dog Race

Первая гонка состоялась 3 Марта 1973 года. Маршрут из г. Анкоридж (Anchorage) до г. Ном (Nome)
- Yukon Quest Sled Dog Race

Первая гонка прошла в 1984 году. Маршрут от г. Вайтхорс (Whitehourse), Юкон до г. Фэрбанкс (Fairbanks), Аляска

## Трехдневные гонки
Наиболее знаменитые трехдневные гонки, дистанция которых варьируется от 25 до 70 километров, и частично или полностью проходит по заснеженным улицам городов:
- Fur Rendez-Vous World Championship (Анкоридж, Аляска)
- World Championship Sled Dog Derby (Лакония, Нью Гэмпшир)
- World Championship Dog Derby (Лас Пас, Манитоба)
- Open North American Championship (Фэрбэнкс, Аляска)
- Surdough Rendez-Vous (Вайтхорс, Юкон)[3]